# سعاد محمد سليمان
سعاد سليمان هي عالمة طفيلياتٍ سودانيَّة، كانت قد نشرت عددًا من المؤلفات والأبحاث في مجال اختصاصها، وهي عضوٌ في الأكاديمية السودانية الوطنية للعلوم (اختصارًا SNAS) التي تأسست في أغسطس/آب 2005، وتشغل منصب أمين الصندوق فيها، كما تشارك ضمن الأكاديمية في التعامل مع مختلف المخاوف الصحيَّة. تُشير لها الأبحاث باسم «Sulaiman S» أو «Suad M. Sulaiman».

## سيرتها
حصلت سعاد محمد سليمان على درجة البكالوريوس في علم الحيوان والكيمياء من جامعة الخرطوم عام 1970، ودرجة الماجستير في علم الطفيليات الطبي [الفرنسية] من مدرسة لندن لحفظ الصحة وطب المناطق الحارة عام 1974، وصولًا إلى درجة الدكتوراه في علم الحيوان من جامعة الخرطوم عام 1980.
عملت سعاد مساعدًا لعميد الشؤون الأكاديميَّة في جامعة النيل (2008 - 2012). كما شغلت مقعد اليونسكو للمرأة السودانيَّة في العلوم والابتكار، وكانت نائب رئيس الجمعية السودانيَّة لحماية المناخ. هي عضوٌ في الأكاديمية السودانية الوطنية للعلوم منذ مايو/أيار 2005، وعضوٌ في كلٍ من مجلس التخصصات الطبية السوداني (اختصارًا SMSB) والجمعية السودانيَّة للحفاظ على البيئة (اختصارًا SECS) واللجنة الاستشارية الوطنية للسلامة الحيوية والتجمع الأعلى من أجل المناخ. تشغل حاليًا عضويَّة اللجنة التنفيذية للأكاديمية السودانية الوطنية للعلوم، ومديرة الأبحاث بمؤسسة التراث الطبي السوداني (اختصارًا SMHF)، وعضوٌ في مجلس أمناء مؤسسة حجار الخيريَّة بالخرطوم، ومنظمة المرأة في العلوم من أجل العالم النامي (اختصارًا OWSD).